# George McGrath
George Frederick McGrath (Camberwell, 19 september 1885 - Croydon, 6 augustus 1956) was een Brits hockeyer. 
Met de Britse ploeg won McGrath de olympische gouden medaille in 1920. 

## Resultaten
- 1920  Olympische Zomerspelen in Antwerpen